# Castellum
Castellum er et af de største børsnoterede ejendomsselskaber i Sverige. Ejendommenes værdi opgøres til SEK 71 milliarder kroner og består af 689 ejendomme, som omfatter 4,6 millioner kvm.
Castellums portefølje indeholder både en række kontorejendomme på Kalvebod Brygge og Havneholmen i København, samt lager- og logistiklejemål i udkanten af Storkøbenhavn. I alt ejer Castellum 17 ejendomme med et samlet areal på ca. 200.000 kvm.
I hele Øresundsregionen ejer Castellum 132 kontor-, butik-, lager- og industriejendomme med en værdi af 13 milliarder kr og et samlet areal på 929.000 kvm.

## Miljøbevidsthed
Castellum blev i 2015 tildelt “Business Leadership in Sustainability”, hvilket er World Green Building Councils højeste udmærkelse for bæredygtighedsarbejde.
Castellum modtog ligeledes udmærkelsen “Green Star” af GRESB, hvilket indebærer at selskabet er et af de højst rangerende i verden inden for ejendomsbranchen.